# Exocelina garaina
Exocelina garaina  (лат.) — вид жуков-плавунцов рода Exocelina (Copelatinae, Dytiscidae). 

## Распространение
Остров Новая Гвинея: Папуа — Новая Гвинея (Morobe Province, Garaina Village, 07°45'05.8"S; 147°08'57.0"E, на высоте 720 м).

## Описание
Мелкие водные жуки коричневого цвета, длина около 5 мм (от 4,75 до 5,0 мм), округло-овальной вытянутой формы тела. Усики 11-члениковые. Крылья хорошо развиты. Связаны с водой. Вид был впервые описан в 2016 году австрийским колеоптерологом Еленой Владимировной Шавердо (Helena Vladimirovna Shaverdo; Naturhistorisches Museum Wien, Вена, Австрия) и немецким энтомологом М. Балком (Michael Balke; Zoologische Staatssammlung München, Мюнхен Германия). Видовое название дано по месту обнаружения типовой серии.